# سفارة النرويج في كوريا الجنوبية
سفارة النرويج في كوريا الجنوبية هي أرفع تمثيل دبلوماسي لدولة النرويج لدى كوريا الجنوبية. تقع السفارة في سول وهي تهدف لتعزيز المصالح النرويجية في كوريا الجنوبية.

## وصلات خارجية
- الموقع الرسمي
- قائمة سفارات النرويج
- قائمة السفارات في كوريا الجنوبية